# Tajna Rada Wielkiej Brytanii
Tajna Rada Wielkiej Brytanii (Tajna Rada Jego Królewskiej Mości; ang. His Majesty’s Most Honourable Privy Council, potocznie Privy Council, do 1 maja 1707: Tajna Rada Anglii) – ciało doradcze władcy Zjednoczonego Królestwa. Tajna Rada była w przeszłości wpływowym organem władzy, współcześnie prawie wszystkie jej uprawnienia zostały scedowane na jedną z jej komisji – gabinet. Do czasu rozpoczęcia w 2009 działalności przez Sąd Najwyższy Zjednoczonego Królestwa posiadane przez Radę uprawnienia z zakresu wymiaru sprawiedliwości załatwiane były głównie przez Komitet Sądowniczy Tajnej Rady. Król lub królowa, działając na podstawie ustaleń rady, nosi tytuł King-in-Council lub Queen-in-Council.
Rada powstała (wówczas jako Sąd Królewski) po podboju Anglii przez Normanów i składała się z magnatów, najwyższych duchownych oraz urzędników. Doradzała wówczas królowi w kwestiach legislacyjnych, administracyjnych i sądowniczych. W okresie późniejszym coraz więcej kompetencji Rady przejmowały instytucje, które powstały w jej łonie: sąd i parlament. Mimo to przez długi czas za legalne uważano decyzje królewskie powstałe na bazie zaleceń rady, a nie parlamentu. W okresie republiki Rada została zastąpiona Radą Państwa, którą zlikwidowano w 1659 roku. Wkrótce jednak Karol II przywrócił Tajną Radę. Jej uprawnienia oraz liczba członków początkowo rosły. Ostatecznie jednak Rada utraciła większość uprawnień na rzecz gabinetu oraz w mniejszym stopniu parlamentu, rządu i premiera.
Członkom Tajnej Rady przysługuje tytuł The Right Honourable, a będącym parami – litery PC dodawane po nazwisku.

## Znaczenie i pochodzenie nazwy
Słowo tajna w nazwie Tajnej Rady użyte jest w znaczeniu „osobista”, a nie „ukryta”. Odzwierciedla ono pierwotny jej skład, gdy członkowie byli najbliższymi i najbardziej wpływowymi doradcami monarchy. Z tego też względu zwrot „tajny radca” utarł się jako historyczne określenie wysokich rangą urzędników na wielu dworach monarszych.